# 石井橋
石井桥，位於广州市白云区石井街道石潭路，横跨石井河，是一座始建于清道光十一年（1831年）的六墩五孔石樑橋。2002年7月，定為廣東省文物保護單位。

## 歷史
石井桥于清道光十一年（1831年）由石门人周合盛建造。清咸丰九年十二月初一（1859年1月4日），千余英国人进犯石井，騷擾百姓。廣州城北一众社學組織民眾抵抗，迫使英國人退回广州城内。现在石井桥上南侧西起第5块石栏上，仍留有当时英军炮弹击中的弹孔。石井桥邻近升平社学。

## 形制

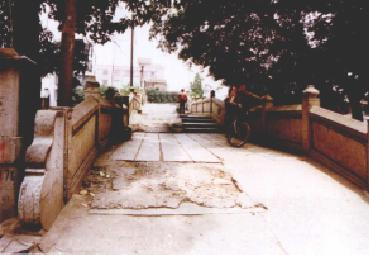
石井桥

橋長68米，宽2.8米，东西橫跨石井河。橋六墩五孔，梁式石制，兩邊有石欄。原本橋的兩端各建有一亭，但西亭因馬路拓寬而被拆，現僅剩下東亭。亭為歇山頂，盖綠琉璃瓦。东西兩邊橋頭的望柱分别刻有「道光歲次辛卯」、「石門周合盛造」。橋東邊两侧的望柱陰刻对联「彼岸逢黃石，橫江映白沙」；橋西边两侧的石望柱则为「好進仙人履，能通駟馬車」。橋墩前後砌有分水尖。桥整体保存较好，现在仍能通行。